# Hróðr
Hróðr é uma jötunn feminina na mitologia nórdica, mencionada no poema Edda Hymiskviða, no qual Thor é referido como "adversário de Hróðr. Em algumas versões Hróðr é casada com Hymir, com quem teve Týr.